# Carabiniers milanais
Les  bersagliers ou carabiniers milanais est une unité militaire composée d'environ 200 volontaires formée à Milan en 1862 et qui comprend les membres de la société de tir, créée en prévision de la guerre contre l'rmpire d'Autriche.
En 1866, au début de la troisième guerre d'indépendance italienne, ils répondent à l'appel de Giuseppe Garibaldi et, fort de quatre compagnies, ils sont incorporés dans le 2e bataillon, commandé par le major Nicostrato Castellini du corps des volontaires italiens. Ils combattent à la bataille de Ponte Caffaro et à la bataille de Vezza d'Oglio, où le major Castellini est tué et est remplacé par le capitaine Antonio Oliva.